# Lee Jeong-hyeop
Pour les articles homonymes, voir Lee.
Dans ce nom coréen, le nom de famille, Lee, précède le nom personnel.
Lee Jeong-hyeop, Lee Jung-hyup ou encore Lee Jung-hyub (en coréen : 이정협, I Jeong-hyeop) est un footballeur sud-coréen évoluant au poste attaquant. 

## Biographie
En même temps qu'il effectue son service militaire au pays, il intègre pour la première fois sa sélection nationale en 2015 lors d'un match amical contre l'Arabie saoudite pendant lequel il inscrit son premier but. 
Il est le sélectionné surprise de l'équipe nationale retenue par le sélectionneur Uli Stielike pour disputer la Coupe d'Asie des nations de football 2015 en Australie. Il inscrit son premier but de compétition lors de la victoire de la Corée du Sud contre le pays hôte. Il trouve également les filets en demi-finale de la Coupe d'Asie face à l'Irak. Dans une compétition réussie par sa sélection, Lee Jeong-hyeop s'impose comme l'une des révélations de l'édition et la principale surprise coréenne.